# Cantone di Conques
Il Cantone di Conques era una divisione amministrativa dell'arrondissement di Rodez.
A seguito della riforma approvata con decreto del 21 febbraio 2014, che ha avuto attuazione dopo le elezioni dipartimentali del 2015, è stato soppresso.

## Composizione
Comprendeva i comuni di:
- Conques
- Grand-Vabre
- Noailhac
- Saint-Cyprien-sur-Dourdou
- Saint-Félix-de-Lunel
- Sénergues